# U-Bahnhof Cais do Sodré

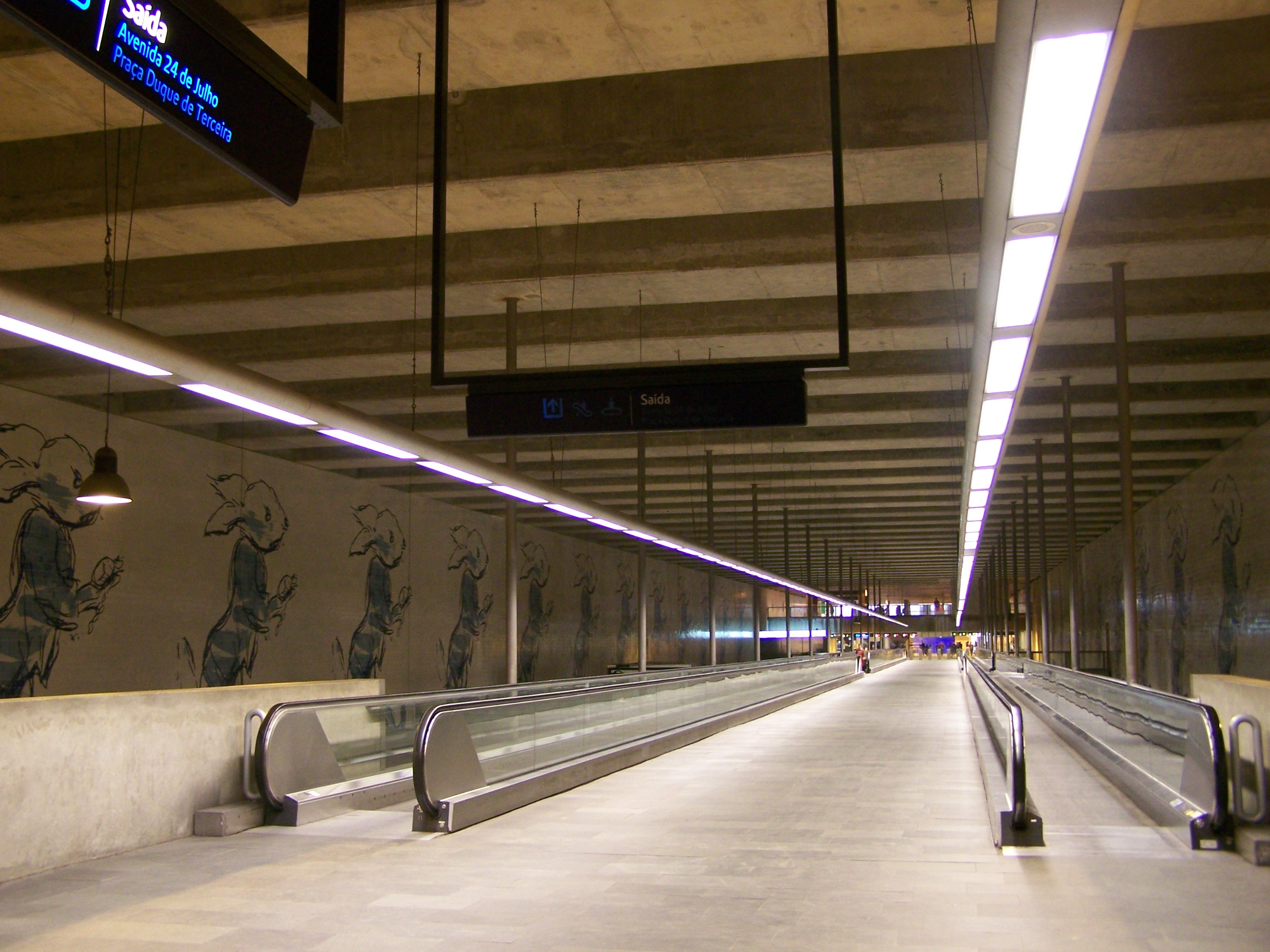
Über dem Bahnsteig befinden sich lange Laufbänder, die zum Bahnhof der Linha de Cascais führen

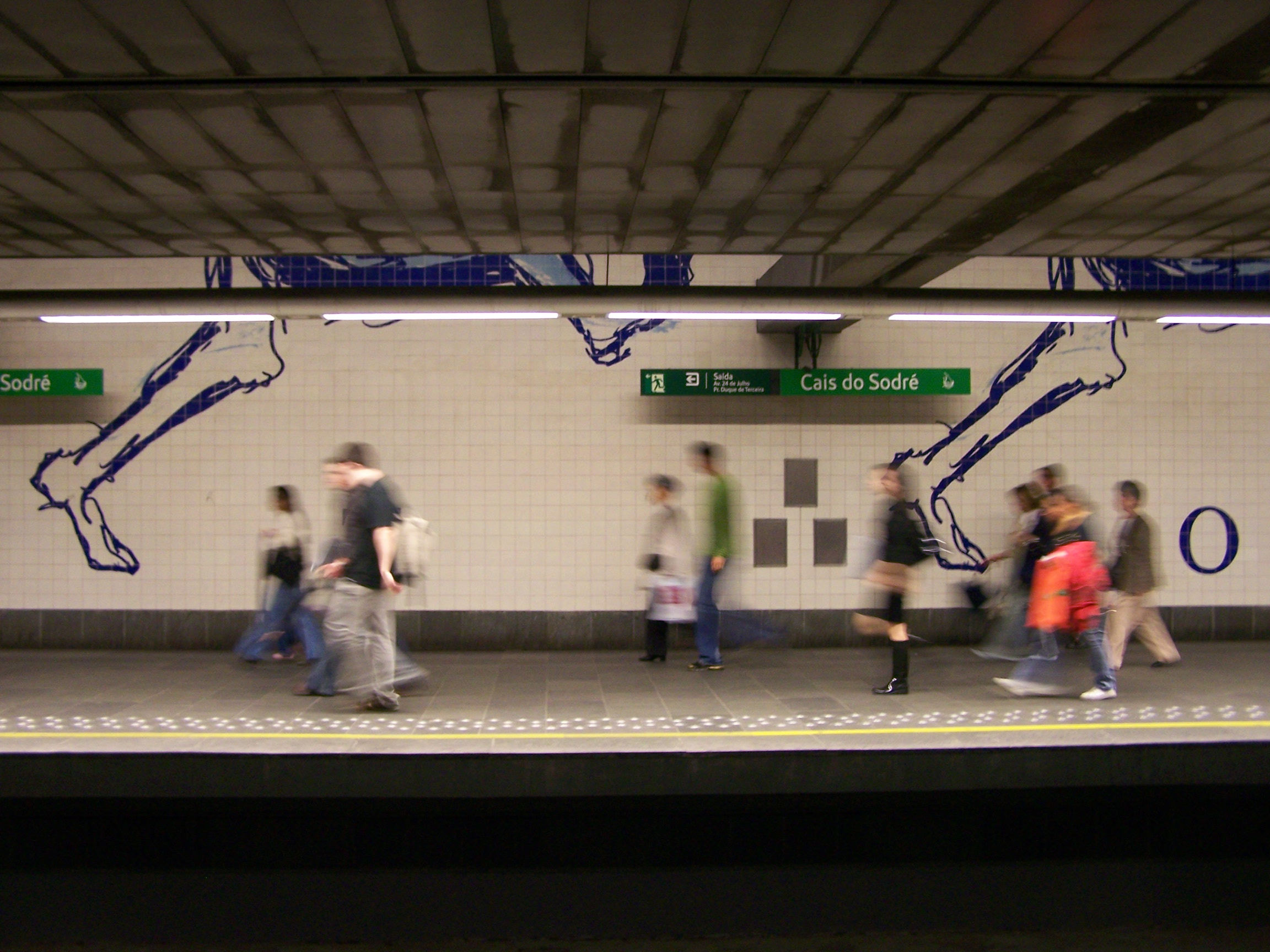
Vorbeieilende Fahrgäste im U-Bahnhof

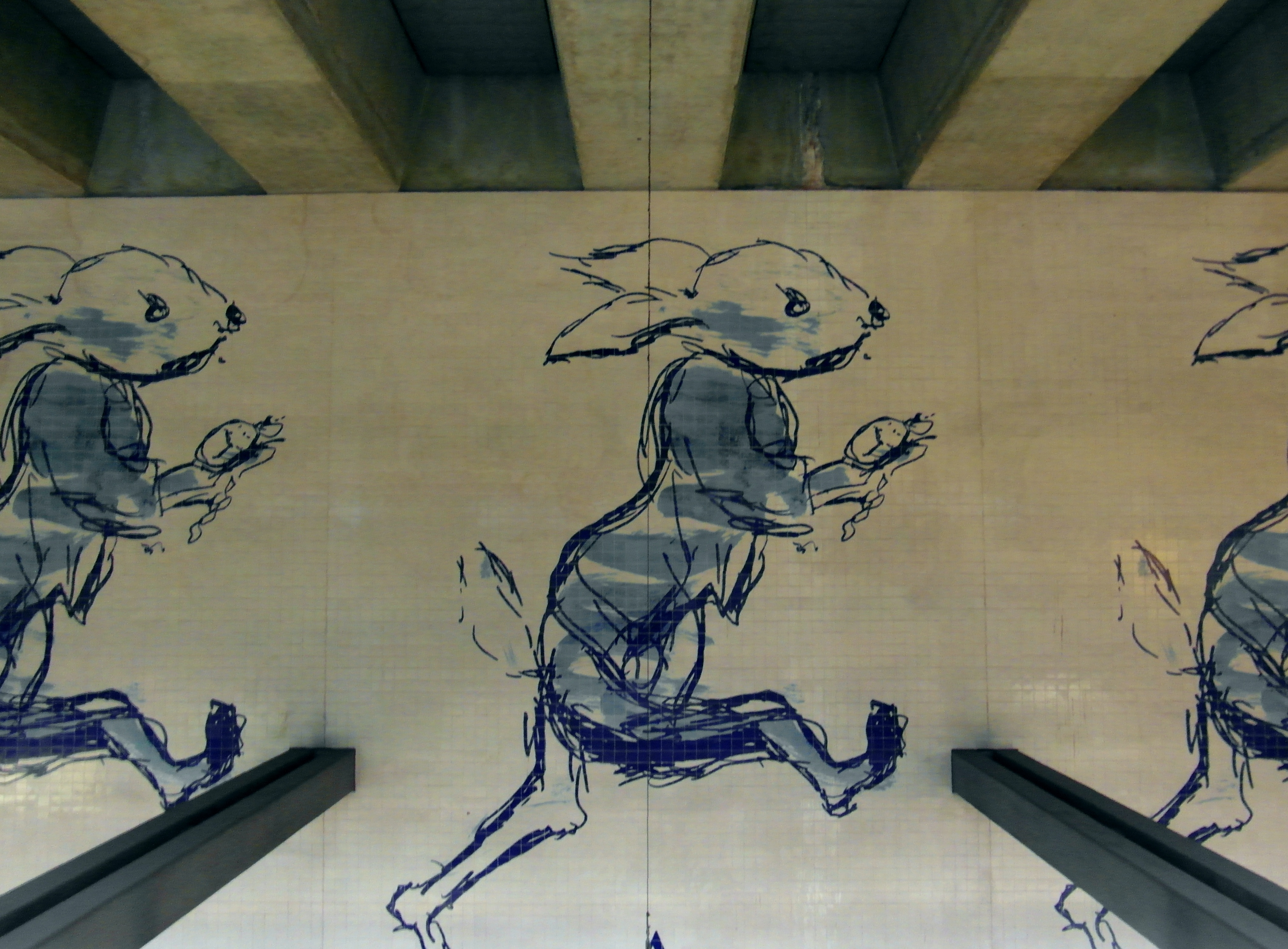
24 überdimensionale Hasen des Künstlers António Dacosta sind an den Wänden angebracht

Cais do Sodré ist ein U-Bahnhof der Linha Verde (grüne Linie) der Metro Lissabon, dem U-Bahn-Netz der portugiesischen Hauptstadt. Der Bahnhof befindet sich unterhalb des gleichnamigen Eisenbahn-Bahnhofs unter der Avenida 24 de Julho der Stadtgemeinde Misericórdia. In dem Bahnhof enden/beginnen die Züge der Linha Verde, der einzige Nachbarbahnhof ist Baixa-Chiado. Der Bahnhof ging am 18. April 1998 in Betrieb.

## Geschichte
Der Bahnhof Cais do Sodré stellte nach seiner Erbauung immer einen wichtigen Umsteigepunkt in der portugiesischen Hauptstadt dar. Dennoch konnten die Fahrgäste, von der Linha de Cascais kommend, nur mit den Straßenbahnen und Bussen der Carris weiter ins Stadtzentrum kommen, denn die Vorortbahn wurde – entgegen früherer Planung – nie weiterverlängert.
Im Jahr 1990 beschloss die Betreibergesellschaft der Lissabonner Metro, die Metropolitano de Lisboa, EP, den sogenannten Plano de Expansão da Rede 1999 (Plan zur Erweiterung des Netzes bis 1999). Er sah vor, die bis dahin vorhandene „U-förmige“ U-Bahn-Strecke mit einem Abzweig in drei neue U-Bahnlinien umzuwandeln. Die beiden Linienäste in Richtung Sete Rios und Entre Campos wurden bereits 1995 getrennt, und es entstanden die gelbe Linie (Rotunda–Campo Grande) und die blaue Linie (Pontinha–Campo Grande, über Rossio). Um quasi die untere Rundung des „U“ aufzulösen, beschloss die Metropolitano de Lisboa, die beiden Streckenteile (den Ast Pontinha–Restauradores und Campo Grande–Rossio) getrennt zum neuen Kreuzungsbahnhof im Chiado Baixa-Chiado zu verlängern. Beide sollten dann zu den wichtigen Vorortbahnhöfen Santa Apolónia und Cais do Sodré verlängert werden.
Den Entwurf für den neuen U-Bahnhof, der sich direkt unter den Gleisen der Linha de Cascais befindet, übernahm der Architekt Nuno Teotónio Pereira. Er entwarf eine sehr breite und hohe Bahnsteighalle; ein langer Gang mit Laufbändern ausgestattet befindet sich direkt über den Gleisen. Typisch für Lissabonner U-Bahnendstationen erhielt der U-Bahnhof drei Bahnsteiggleise an einem Mittelbahnsteig und einem Seitenbahnsteig. Für die künstlerische Ausgestaltung des Bahnhofes wählte die Betreibergesellschaft den Maler Pedro Morais aus, der einige Zeichnungen des Surrealisten António Dacosta auf großen Fliesenpaneelen parallel zu den Bahnsteiggleisen anbrachte. Sie zeigen 24 überdimensionale Hasen mit einer Uhr in der Pfote, sie sollen an den Hasen im Märchen Alice im Wunderland von Lewis Carroll erinnern. Unter den zahlreichen Hasen steht in Majuskeln der Satz „Estou atrasado“, zu Deutsch „Ich bin zu spät“.
Seit dem 18. April 1998 fahren die Züge der neuen Linha Verde (grüne Linie) bis zum Bahnhof Cais do Sodré. Seitdem hat sich der Bahnhof zu einem der wichtigsten im Lissabonner Metronetz entwickelt. Während nun die grüne Linie zum einen Bahnhof am Tejo verlängert wurde, dauerten die Bauarbeiten bei der Linha Azul (blaue Linie) wegen eines Wassereinbruchs wesentlich länger als gedacht. Das Pendant konnte erst am 19. Dezember 2007 in Betrieb genommen werden.

## Verlauf
Am U-Bahnhof besteht Übergang zu den Vorortzügen der Linha de Cascais, betrieben durch die CP Urbanos de Lisboa. Des Weiteren halten zahlreiche Buslinien- sowie zwei Straßenbahnlinien der Carris am Bahnhof.
| Linie | Verlauf |
| ----- | --- |
|       | Telheiras – Campo Grande – Alvalade – Roma – Areeiro – Alameda – Arroios – Anjos – Intendente – Martim Moniz – Rossio – Baixa-Chiado – Cais do Sodré |